# 阿賓頓藝術中心

阿賓頓藝術中心是一座建於1939年的藝術中心，位於賓夕法尼亞州費城北郊的阿賓頓鎮。該中心位在阿爾弗索普莊園和其周圍27英畝的場地內，這塊地原本是美國商人萊辛·羅森瓦爾德和他家人的住所。藝術中心設有工作室、創新中心、展覽館和一個雕塑公園。建築本身配有一部1930年代的老式電梯。

## 緣起
阿賓頓藝術中心成立於1965年，前身是老約克路藝術協會，這是一群相信 "從創造性的藝術表達中可獲得文化豐富的個人和社區生活好處 "的婦女所組成，他們希望透過每月舉辦的講座、展覽和藝術課程與大家分享藝術，因此該協會將他們的教育元素納入到一個獨立的非營利實體當中，稱為阿賓頓藝術中心。 1969年的聖誕節，一位專門收藏珍稀書籍和印刷品的美國商人萊辛·羅森瓦爾德和他的妻子將自己的阿爾弗索普莊園捐贈給阿賓頓社區，目的是讓居民們以文化和娛樂為目的而聚會。

## 發展
1981年，當羅森瓦爾德的收藏品被轉移到位於華盛頓特區的國會圖書館時，該中心將展區規模擴大至阿爾弗索普莊園的舊畫廊一側。 1996年，藝術中心啟動一個為期5年的翻新項目，並在莊園內進行了擴建，目的是將阿爾弗索普莊園從一個私人住宅轉變為一個公共場所。截至目前為止，該中心包含一個畫廊、六個工作室、教室和一個雕塑公園，並且全年舉辦戶外活動。

## 藝術展覽和社區推廣活動
雕塑公園由27英畝（110,000平方米）的草坪和林地構成，其中展出包括喬伊·埃皮薩拉、羅伯特·勞倫斯·洛布、珍妮·賈菲、托馬斯·松田、布萊恩·麥庫切恩、史蒂芬·西格爾、史蒂夫·托賓、烏蘇拉·馮·雷丁斯瓦德、傑·沃克和威尼弗里德·盧茨的作品。
2003年，阿賓頓藝術中心製定了一個計劃，目的是將阿爾弗托普莊園開發成一個27英畝的 "文化園區"，該計劃將交由Wallace Roberts & Todd公司規劃。在中心教了18年陶藝的雕塑家萊奧拉·布雷徹表示："與我見過的其他藝術中心相比，這裡是不同的。除了工作室和學校之外，它還具有雕塑園區和對社區的推廣活動，而其他藝術中心更多的是關心教學而不是大眾"。此外，該中心主辦了一年一度的 "觸摸未來 "評獎藝術展，用於展示該地區年輕藝術家的作品。 2005年，該中心從賓夕法尼亞州獲得50萬美元的配套措施撥款承諾，目的是協助周圍城市發展經展，該計畫的第一階段已經在2011年完成。

## 財政
阿賓頓藝術中心是小規模的非營利組織，總預算估計不到100萬美元。它的收入主要來自課程、研討會以及婚禮和其他事務的設施租賃（38%）；基金會（24%）；會員費（11%）；企業和政府補助（9%）；禮品店銷售、募捐和其他來源（18%）。